# Nineta vittata
Nineta vittata – gatunek sieciarki z rodziny złotookowatych (Chrysopidae) o holarktycznym zasięgu występowania. W Polsce jest gatunkiem szeroko rozprzestrzenionym. Zasiedla wilgotne lasy. Osiąga długość 16 mm, rozpiętość skrzydeł 22 mm. Larwy żerują na mszycach, a owady dorosłe żywią się nektarem.